# Стандартные ошибки в форме Уайта
Стандартные ошибки в форме Уайта или состоятельные при гетероскедастичности стандартные ошибки (HC s.e. — Heteroskedasticity consistent standard errors) — применяемая в эконометрике оценка ковариационной матрицы (в частности и стандартных ошибок) МНК-оценок параметров линейной модели регрессии, которая состоятельна при гетероскедастичности случайных ошибок модели, альтернативная стандартной (классической) оценке, которая в данном случае является несостоятельной.

## Сущность и формула
Истинная ковариационная матрица МНК-оценок параметров линейной модели в общем случае равна:
{\displaystyle V({\hat {b}}_{OLS})=(X^{T}X)^{-1}(X^{T}VX)(X^{T}X)^{-1}}
где V — ковариационная матрица случайных ошибок. В случае, если нет гетероскедастичности и автокорреляции (то есть когда {\displaystyle V=\sigma ^{2}I}) формула упрощается
{\displaystyle {\hat {V}}({\hat {b}}_{OLS})={\sigma }^{2}(X^{T}X)^{-1}}
Поэтому для оценки ковариационной матрицы в классическом случае достаточно использовать оценку единственного параметра — дисперсии случайных ошибок: {\displaystyle s^{2}=RSS/(n-k)}, которая, как можно доказать, является несмещённой и состоятельной оценкой.
В общем случае, однако, необходима некоторая оценка неизвестной ковариационной матрицы. В частности, если предполагается наличие гетероскедастичности при отсутствии автокорреляции, ковариционная матрица случайных ошибок является диагональной и все диагональные элементы {\displaystyle \sigma _{t}^{2}} неизвестны. В этом случае, общее выражение для ковариационной матрицы оценок можно записать в виде:
{\displaystyle V({\hat {b}}_{OLS})=(X^{T}X)^{-1}(\sum _{t=1}^{n}\sigma _{t}^{2}x_{t}x_{t}^{T})(X^{T}X)^{-1}}
Уайт (White, 1980) показал, что если использовать в этой формуле вместо неизвестных дисперсий ошибок квадраты остатков регрессии, то получается состоятельная оценка:
{\displaystyle {\hat {V}}({\hat {b}}_{OLS})=(X^{T}X)^{-1}(\sum _{t=1}^{n}e_{t}^{2}x_{t}x_{t}^{T})(X^{T}X)^{-1}}
Эта оценка является состоятельной только при отсутствии автокорреляции случайных ошибок (то есть как и было описано — в случае диагональной ковариационной матрицы случайных ошибок). В случае, если имеется ещё и автокорреляция, то можно использовать стандартные ошибки в форме Ньюи-Уеста.

### Замечание
Иногда приведённую формулу оценки ковариационной матрицы корректируют на множитель {\displaystyle n/(n-k)}. Такая корректировка теоретически позволяет получить более точные оценки на малых выборках. В то же время на больших выборках (асимптотически) эти оценки эквивалентны.